# 古関村 (山梨県)
古関村（ふるせきむら）は山梨県西八代郡にあった村。現在の南巨摩郡身延町の東端にあたる。

## 地理
- 山：蛾ヶ岳、雨ヶ岳
- 湖沼：本栖湖
- 河川：常葉川

## 歴史
- 1889年（明治22年）7月1日 - 町村制の施行により、大磯小磯村、瀬戸村、根子村、古関村、釜額村、中倉村の区域をもって発足。
- 1954年（昭和29年）11月3日 - 下九一色村の一部（大字折門・八坂）を編入。
- 1956年（昭和31年）9月30日 - 下部町・久那土村・共和村と合併し、改めて下部町が発足。同日古関村廃止。

## 交通

### 道路
- 本栖みち（現・国道300号）